# Трейсі Макгрейді
Трейсі Ламар Макгрейді (молодший) (англ. Tracy Lamar McGrady Jr., нар. 24 травня 1979, Бартоу, Флорида, США) — колишній американський професійний баскетболіст, що грав на позиціях легкого форварда і атакувального захисника за низку команд НБА. Семиразовий учасник матчів всіх зірок. 2017 року включений до баскетбольної зали слави Нейсміта. Двоюрідний брат Вінса Картера.
По завершенні спортивної кар'єри певний час працював аналітиком на телеканалі ESPN. У квітні—липні 2014 року втілив свою мрію, зігравши у бейсбол за професійну команду «Шугар Ленд Скітерс».

## Ігрова кар'єра

### Ранні роки
Починав грати у баскетбол у команді Оберндейльської старшої школи (Оберндейль, Флорида), де також грав у бейсбол. Свій останній рік навчання провів у Християнській академії Сіону (Дарем, Північна Кароліна). Саме тоді був визнаний найкращим гравцем США за версією USA Today. Перед тим як попасти до НБА Макгрейді планував спочатку виступити за Університет Кентаккі. Однак враховуючи шанси на високий пік, вирішив виставити свою кандидатуру на драфт.

### Торонто Репторз
1997 року був обраний у першому раунді драфту НБА під загальним 9-м номером командою «Торонто Репторз». В перший свій сезон він грав небагато, та сам називав своє перебування у команді «пеклом». В кінці сезону з приходом до команди нового тренера Бутча Картера його ігровий час збільшився.
Перед наступним сезоном «Репторз» підписали двоюрідного брата Макгрейді Вінса Картера. Вони стали нерозлучними, як на майданчику, так і поза ним. Ді Браун, товариш по команді, тоді говорив про них: «Вони кажуть, що вони кузени, але більше схожі на сіамських близнюків». Дует швидко заробив собі репутацію за свій атлетизм, що продемонстрували на конкурсі слем-данків. Макгрейді значно збільшив ігровий час та почав претендувати на звання найкращого шостого гравця, але з березня 2000 року почав стабільно виходити у стартовій п'ятірці. Завдяки Макгрейді та Картеру «Репторз» вперше в історії пробилися до плей-оф НБА, де програли у першому раунді «Нью-Йорк Нікс».

### Орландо Меджик
2000 року став вільним агентом та бажаючи вийти з тіні Картера, не став продовжувати контракт з «Торонто». Бажаючи повернутися додому до Флориди, підписав шестирічний контракт з «Орландо Меджик» на суму 67,5 млн доларів. «Меджик» також підписали Гранта Гілла, з яким Макгрейді хотів зіграти в одній команді. В результаті Гілл зіграв лише у 47 матчах, а Макгрейді став лідером команди.
2001 року зіграв у своєму першому матчі всіх зірок. У сезоні набирав в середньому 26,8 очок, 7,5 підбирань та 4,6 асистів за гру. Був включений до другої збірної всіх зірок НБА, а також був визнаний найбільш прогресуючим гравцем НБА.
Наступного сезону набирав 25,6 очок, 7,9 підбирань та 5,3 асистів за гру. Знову потрапив до Матчу всіх зірок та до збірної всіх зірок НБА, цього разу до першої збірної. Команда пробилася до плей-оф, але поступилася в першому раунді «Шарлотт Горнетс».
У сезоні 2002—2003 набирав 32,1 очко, 6,5 підбирань та 5,5 асистів за гру, ставши найрезультативнішим гравцем ліги. У плей-оф команда вела 3—1 проти фаворитів «Детройт Пістонс», проте не змогла втримати перевагу, програвши серію.
Сезон 2003—2004 почався з серії поразок для «Орландо» та звільненням головного тренера Дока Ріверса. Макгрейді знову виграв титул найрезультативнішого гравця НБА з 28 очками за гру. В кінці сезону встановив особистий рекорд результативності, набравши 62 очки у матчі проти «Вашингтон Візардс».

### Г'юстон Рокетс

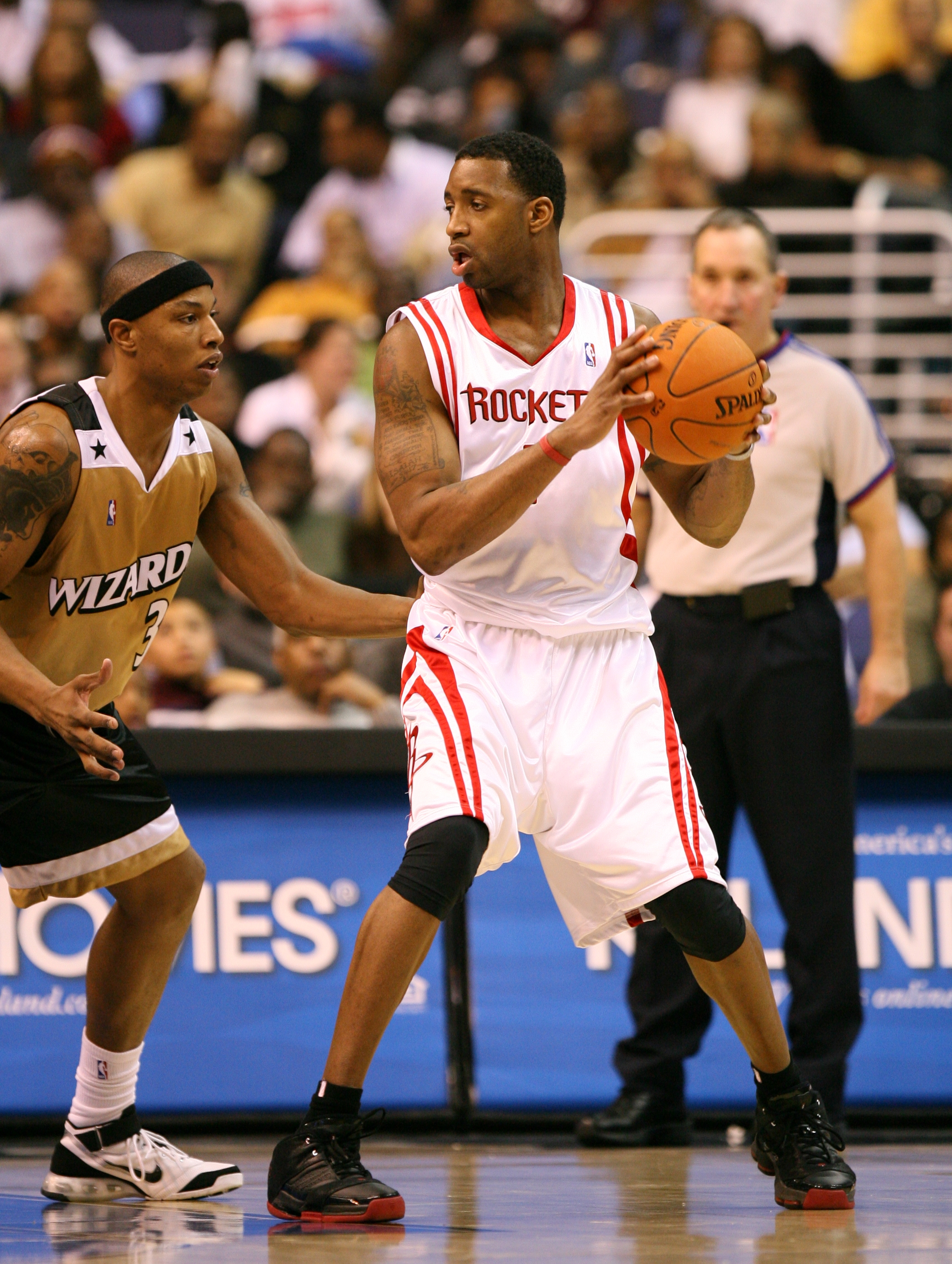
Макгрейді проти Карона Батлера у 2006

29 червня 2004 року Макгрейді, Джуван Говард, Тайрон Лу та Ріс Гейнс були обміняні до «Х'юстон Рокетс» в рамках обміну семи гравців, за якою у зворотньому напрямку переїхали Стів Френсіс, Каттіно Моблі та Келвін Кейто. Перший сезон у Г'юстоні Макгрейді набирав в середньому за матч 25,7 очок, 6,2 підбирань та 5,7 результативних передач. У плей-оф «Рокетс» програли «Даллас Маверікс» у серії з семи ігор.
У наступному сезоні через травми провів лише 47 ігор. Незважаючи на це, він потрапив на Матч всіх зірок, який проходив у Г'юстоні та набрав 36 очок. Проте за підсумками сезону команді не вдалось потрапити до плей-оф НБА.
У сезоні 2006—2007 далі відчував проблеми зі здоров'ям, що призвело до того, що Макгрейді став другою опцією в атаці після Яо Міна. Вони обоє вивели команду до плей-оф, проте знову вилетіли у першому ж раунді, програвши «Юта Джаз». Від «Юти» програли і в плей-оф наступного року.
Більшість сезону 2008—2009 пропустив через травму, що не завадило «Рокетс» пробитися до плей-оф, де вони без Макгрейді пройшли нарешті перший раунд, обігравши «Портленд Трейл-Блейзерс». Проте вже в другому раунді програли «Лос-Анджелес Лейкерс».
У сезоні 2009—2010 зіграв лише шість ігор за «Рокетс».

### Останні роки кар'єри

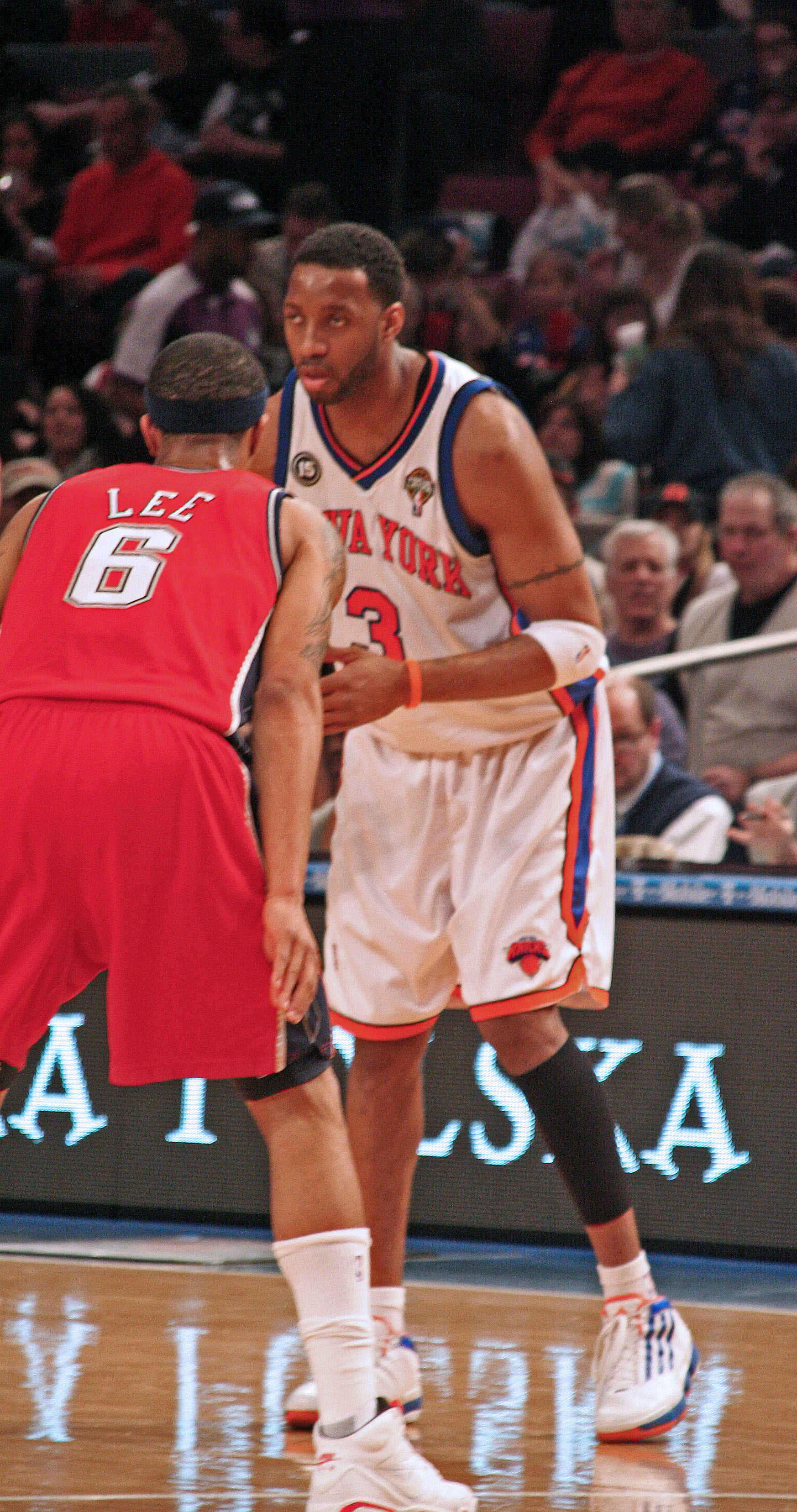
Макгрейді у грі за «Нікс» у 2010

18 лютого 2010 року був обміняний до «Нью-Йорк Нікс». Через два дні дебютував у матчі проти Оклахома-Сіті Тандер, набравши 26 очок. Завершив сезон з середніми показниками з 9,4 очок, 3,9 пібирань та 3,7 результативних передач. В наступні два роки його гра слабшала та статистичні показники падали. У сезоні 2010—2011 граючи за «Детройт Пістонс» набирав 8 очок за гру, а за «Атланта Гокс» — 5,3 очка у сезоні 2011—2012.
9 жовтня 2012 року підписав однорічний контракт з «Ціндао Даблстар» з Китаю. Команда закінчила сезон на останньому місці, хоча Макгрейді набирав 25 очок, 7,2 підбирання та 5,1 асист за гру. Після закінчення контракту з китайською командою підписав угоду з «Сан-Антоніо Сперс», що збіглося в часі з плей-оф НБА. Сперс добралися до фіналу, де програли «Маямі Гіт» у серії з семи ігор. Таким чином Макгрейді вперше зіграв на пізніх стадіях плей-оф.
26 серпня 2013 року оголосив про завершення спортивної кар'єри.

## Статистика виступів в НБА
| * | Лідер ліги |

### Регулярний сезон
| Сезон              | Команда            | GP  | GS  | MPG  | FG%  | 3P%  | FT%  | RPG | APG | SPG | BPG | PPG   |
| ------------------ | ------------------ | --- | --- | ---- | ---- | ---- | ---- | --- | --- | --- | --- | ----- |
| 1997–98            | «Торонто Репторз»  | 64  | 17  | 18.4 | .450 | .341 | .712 | 4.2 | 1.5 | 0.8 | 1.0 | 7.0   |
| 1998–99            | «Торонто Репторз»  | 49  | 2   | 22.6 | .436 | .229 | .726 | 5.7 | 2.3 | 1.1 | 1.3 | 9.3   |
| 1999–00            | «Торонто Репторз»  | 79  | 34  | 31.2 | .451 | .277 | .707 | 6.3 | 3.3 | 1.1 | 1.9 | 15.4  |
| 2000–01            | «Орландо Меджик»   | 77  | 77  | 40.1 | .457 | .355 | .733 | 7.5 | 4.6 | 1.5 | 1.5 | 26.8  |
| 2001–02            | «Орландо Меджик»   | 76  | 76  | 38.3 | .451 | .364 | .748 | 7.9 | 5.3 | 1.6 | 1.0 | 25.6  |
| 2002–03            | «Орландо Меджик»   | 75  | 74  | 39.4 | .457 | .386 | .793 | 6.5 | 5.5 | 1.7 | 0.8 | 32.1* |
| 2003–04            | «Орландо Меджик»   | 67  | 67  | 39.9 | .417 | .339 | .796 | 6.0 | 5.5 | 1.4 | 0.6 | 28.0* |
| 2004–05            | «Х'юстон Рокетс»   | 78  | 78  | 40.8 | .431 | .326 | .774 | 6.2 | 5.7 | 1.7 | 0.7 | 25.7  |
| 2005–06            | «Х'юстон Рокетс»   | 47  | 47  | 37.1 | .406 | .312 | .747 | 6.5 | 4.8 | 1.3 | 0.9 | 24.4  |
| 2006–07            | «Х'юстон Рокетс»   | 71  | 71  | 35.8 | .431 | .331 | .707 | 5.3 | 6.5 | 1.3 | 0.5 | 24.6  |
| 2007–08            | «Х'юстон Рокетс»   | 66  | 62  | 37.0 | .419 | .292 | .684 | 5.1 | 5.9 | 1.0 | 0.5 | 21.6  |
| 2008–09            | «Х'юстон Рокетс»   | 35  | 35  | 33.7 | .388 | .376 | .801 | 4.4 | 5.0 | 1.2 | 0.4 | 15.6  |
| 2009–10            | «Х'юстон Рокетс»   | 6   | 0   | 7.7  | .368 | .500 | .667 | 0.8 | 1.0 | 0.0 | 0.3 | 3.2   |
| 2009–10            | «Нью-Йорк Нікс»    | 24  | 24  | 26.1 | .389 | .242 | .754 | 3.7 | 3.9 | 0.6 | 0.5 | 9.4   |
| 2010–11            | «Детройт Пістонс»  | 72  | 39  | 23.4 | .442 | .341 | .698 | 3.5 | 3.5 | 0.9 | 0.5 | 8.0   |
| 2011–12            | «Атланта Гокс»     | 52  | 0   | 16.1 | .437 | .455 | .675 | 3.0 | 2.1 | 0.3 | 0.3 | 5.3   |
| Усього за кар'єру  | Усього за кар'єру  | 938 | 703 | 32.7 | .435 | .338 | .746 | 5.6 | 4.4 | 1.2 | 0.9 | 19.6  |
| В іграх усіх зірок | В іграх усіх зірок | 7   | 6   | 24.6 | .500 | .351 | .619 | 3.0 | 3.9 | 1.6 | 0.4 | 17.1  |

### Плей-оф
| Сезон             | Команда             | GP | GS | MPG  | FG%  | 3P%  | FT%  | RPG | APG | SPG | BPG | PPG  |
| ----------------- | ------------------- | -- | -- | ---- | ---- | ---- | ---- | --- | --- | --- | --- | ---- |
| 2000              | «Торонто Репторз»   | 3  | 3  | 37.0 | .386 | .286 | .875 | 7.0 | 3.0 | 1.0 | 1.0 | 16.7 |
| 2001              | «Орландо Меджик»    | 4  | 4  | 44.5 | .415 | .200 | .816 | 6.5 | 8.3 | 1.8 | 1.3 | 33.8 |
| 2002              | «Орландо Меджик»    | 4  | 4  | 44.5 | .462 | .313 | .739 | 6.3 | 5.5 | 0.5 | 1.8 | 30.8 |
| 2003              | «Орландо Меджик»    | 7  | 7  | 44.0 | .448 | .340 | .773 | 6.7 | 4.7 | 2.0 | 0.9 | 31.7 |
| 2005              | «Х'юстон Рокетс»    | 7  | 7  | 43.0 | .456 | .370 | .824 | 7.4 | 6.7 | 1.6 | 1.4 | 30.7 |
| 2007              | «Х'юстон Рокетс»    | 7  | 7  | 40.0 | .394 | .250 | .737 | 5.9 | 7.3 | 0.7 | 0.9 | 25.3 |
| 2008              | «Х'юстон Рокетс»    | 6  | 6  | 41.2 | .425 | .208 | .623 | 8.2 | 6.8 | 1.5 | 0.8 | 27.0 |
| 2012              | «Атланта Гокс»      | 6  | 0  | 15.0 | .385 | .000 | .833 | 2.8 | 1.0 | 0.0 | 0.3 | 4.2  |
| 2013              | «Сан-Антоніо Сперс» | 6  | 0  | 5.2  | .000 | .000 | .000 | 1.3 | 1.2 | 0.3 | 0.5 | 0.0  |
| Усього за кар'єру | Усього за кар'єру   | 50 | 38 | 34.5 | .426 | .290 | .757 | 5.7 | 5.0 | 1.1 | 0.9 | 22.2 |